# Deborah (krater)
Deborah är en nedslagskrater med en diameter på 9 kilometer, på planeten Venus. Deborah har fått sitt namn efter det hebreiska kvinnonamnet Deborah.